# Cobanus unicolor
Cobanus unicolor là một loài nhện trong họ Salticidae.
Loài này thuộc chi Cobanus. Cobanus unicolor được Frederick Octavius Pickard-Cambridge miêu tả năm 1900.